# Fuze box
FuzeBox, Inc. (ранее CallWave, Inc. и Fuze Box, Inc.) разработчик универсальных решений в сфере интернет и мобильных коммуникаций.

## История
Компания FuzeBox (первоначальное название CallWave) была основана Робертом А. Доланом, Питером Сперлингом, Дэвидом Трэнделом и Дэвидом Ф. Хоффштаттером в 1998 году. Уставной капитал компании составит 30 миллионов долларов, привлеченных на основе венчурного финансирования. За три года существования компания вышла на уровень рентабельности. В 2004 году доход компании составил около 40 миллионов долларов, из них 12 миллионов чистой прибыли. Хофштаттер вывел компанию на IPO в сентябре 2004 года под биржевым тикером NASDAQ CALL.
Первым продуктом компании CallWave стал FaxWave — один из первых сервисов передачи информации с факса на электронную почту. В октябре 1999 года CallWave выпустиал Internet Answering Machine™ (IAM) — бесплатный сервис, позволявший пользователям просматривать информацию о звонивших и прослушивать голосовые сообщения, продолжая при этом говорить по телефону. В течение последующих четырёх месяцев на бесплатный сервис было подписано уже 1 миллион пользователей. К марту 2001 года компания начала приносить прибыль, а в апреле 2011 сервис IAM стал платным. В связи с прибыльностью Internet Answering Machine™, компания CallWave оставила свои изначальные планы по организации голосового вещания непосредственно на рабочий стол, с тем, чтобы полностью сосредоточиться на интернет-телефонии.
Под управлением Хоффтаттера компания CallWave переживала упадок продаж и прибылей, включая серьёзные убытки в 2006—2008 году. Продажи снизились до 20 миллионов долларов с чистым убытком 5.6 миллионов долларов в 2008 году. В начале 2009 года цена акций упала до стоимости менее 1 доллара, в связи с чем компания перестала соответствовать минимальным требованиям внебиржевого рынка NASDAQ.
В августе 2008 года CallWave приобрела мобильный клиент для обмена мгновенными сообщениями Web Messanger, и в ноябре того же года запустила этот продукт под новым брендом Fuze Messenger. В мае CallWave анонсировала релиз своей платформы для веб-конференций Fuze Meeting, разработанной для персональных компьютеров и мобильных устройств.
3 июля 2009 года компания CallWave была переименована в FuzeBox, выкупила все общественные акции и исключила себя из рынка NASDAQ.
В январе 2010 года FuzeBox выпустил программное обеспечение для видеомонтажа Fuze Movie, а в марте 2010 года компания запустила клиент для пользователей Twitter — Tweetshare. По данным на конец 2010 года число подписчиков на платформу компании составило 2.3 миллиона. Компания продолжает выпускать новые продукты, стремясь соответствовать своей цели быть лидером среди разработчиков средств визуального общения нового поколения.

## Продукты и услуги

### Пакет программ Fuze Meeting
Fuze Meeting — это платформа для онлайн-общения посредством видео-конференций, которая позволяет пользователям организовывать конференции в интернете и участвовать в них, обмениваться контентом с другими пользователями через компьютеры и мобильные устройства. Fuze Meeting функционирует через браузер, построен на платформе Flash с использованием собственных запатентованных технологий компании. Fuze Meeting позволяет принимать участие в веб-конференциях на компьютерах Mac и Windows, а также на iPad, iPhone, BlackBerry, смартфонах, работающих на платформе Android, и планшетах, работающих на платформе Android. Также доступна стандартная конференц-связь и облачная структура хранения информации.

### Fuze Messenger
Инструмент консолидации IM для iPhone и BlackBerry.

### Fuze Telepresence Connect
Fuze Telepresence Connect — это телекоммуникационный шлюз H.323, SIP и H.264 с использованием аудио-визуальных систем (Polycom, Tandberg и LifeSize), используемый для связи между персональными устройствами, такими как iPad, планшеты на платформе Android, персональными компьютерами и Apple. Fuze Telepresence Connect также интегрирован с облачной платформой Fuze Meeting, для использования возможностей веб-общения в телеконференциях. Ключевыми достоинствами являются возможность организации видео-конференций в HD-качестве с участием множества пользователей, устойчивость к ошибкам, согласование скорости и разрешения, а также поддержка видеостандартов.

## Структура компании
Совет директоров:
- Питер Сперлинг
- Джефф Кэвинс
- Джерри Мердок

Команда менеджеров:
- Джефф Кэвинс, Генеральный директор
- Ритеш Бансал, Технический директор
- Майкл Будэй, Главный разработчик